# Holderbach (Itter)
Der Holderbach ist ein Bach des Odenwaldes im Neckar-Odenwald-Kreis und dann im Rhein-Neckar-Kreis, der nach etwa 81⁄2 km langem Lauf insgesamt nach Westnordwesten in Eberbach von links in die unterste Itter mündet.

## Geographie

### Verlauf
Der Holderbach entsteht auf der Odenwald-Hochfläche zwischen den Orten Strümpfelbrunn und Oberdielbach der Gemeinde Waldbrunn. Etwa 150 Meter südwestlich des von einem waldartigen Park umschlossenen Kurhauses entfließt er im Gewann Zubertsbrunnen einem auf etwa 502 m ü. NHN liegenden, röhrichtbestandenen Teich in Richtung Südwesten. Zwischen Promenierwegen aus beiden Seiten zieht er etwas geschlungen etwa 200 Meter bis zum Waldende und wechselt dort in noch recht flacher Talmulde in eine Wiese über, in der seinen nun recht wenig gewundenen Lauf keinerlei Gehölz am Ufer begleitet.
Nachdem er einen Wirtschaftsweg gekreuzt hat, der vom Nordrand Oberdielbachs zum Feriendorf der Gemeinde führt, steht eine isolierte Gehölzgruppe am Lauf. Beim Sportplatz am Nordrand Oberdielbachs läuft anscheinend unterirdisch der Abfluss zweier Sickerquellen am Hang zu, danach fließt der Bach, auf den ersten hundert Metern von Gehölz begleitet, etwas gewunden lange dem Nordwestrand des Dorfes entlang. Weiter abwärts trennt er eine Siedlungsgruppe desselben entlang der Alten Waldkatzenbacher Straße (K 3926) rechtsseits von Häuserzeilen des Ortes linksseits der Hauptstraße (L 524) entlang. Nach einem Abschnitt mit Wiesenflächen zur Rechten stehen wiederum rechts die wenigen Häuser entlang des Meisentalweges. Gleich danach mündet von rechts der Meisenbrunnenbach.
Nun nähert sich der Bach der Landesstraße und wechselt auf etwa 465 m ü. NHN auf deren andere Seite. In seiner jetzt stärker eingetieften Mulde stehen beidseits nur wenig entfernt die letzten Häuser von Oberdielbach, bald schließen sich ihnen übergangslos diejenigen des kleinen Eberbacher Ortes Unterdielbach an. Inzwischen fließt der Holderbach etwa westwärts und tritt gut 400 Meter nach dem Übertritt ins Eberbacher Stadtgebiet in das waldbestandene Kerbtal seines Unterlaufs ein.
Dort fließt er in einem bis zu sechs Meter breiten, mit moostragendem Blockschutt übersäten Bett meist recht naturnah, der Durchfluss kann dort jedoch zeitweilig aussetzen. Tal und Lauf wenden sich bald, von der Landesstraße am rechten Mittelhang begleitet, nach Nordwesten. Einige Stege kreuzen den nun im Holdergrund laufenden Bach, und nachdem ein weiterer, mit seinem rechten Oberlauf in der Meisenklinge entstehender Bach aus der Boßmannsklinge zugemündet ist, gibt es etwas offenen Talgrund vor dem Damm des Hochwasserrückhaltebeckens Holdergrund auf etwa 245 m ü. NHN, über dem sich rechts der 523,2 m ü. NHN hohe Hirschberg erhebt und links der nur 318,1 m ü. NHN hohe, am Mittel- und Oberhang meist waldfreie Schollerbuckel.
Nunmehr finden sich im Bett neben steinigen auch sandige Abschnitte und am Ufer stehen außer wie bisher Fichten auch andere Bäume, auf einem bald folgenden, schluchtartig eingetieften, luftfeuchten Abschnitt mit viel Moos- und Farnbewuchs am Geländeriss meist Eschen- und Ahorn am steilen Hang und Erlen am Lauf. Danach öffnet sich der Talgrund, in dem aber weiter Gehölz den Bach begleitet. Ein alter Mühlkanal geht nach rechts ab und mündet am Ortsrand des bald folgenden Eberbacher Wohnplatzes Holdergrund wieder zurück, dessen Häuser sich nun unterhalb der Landesstraße am Unterhang dem gewunden inzwischen etwa westwärts laufenden Bach entlangziehen.
Über dem rechten Talende steht auf niedrigem Sporn die Burgruine Eberbach, linksseits gegenüber erhebt sich der Scheuerberg. Der Wohnplatz Holdergrund setzt sich übergangslos im zentralen Siedlungsgebiet von Eberbach fort, in dem der Bach erstmals an der Schafbrunnenstraße verdolt ist, danach noch mehrfach. Nach Queren der Odenwaldstraße wendet er sich an einem Pflegeheim kurz nach Südwesten und geht dann noch vor der Unterquerung der Güterbahnhofstraße in seine lange und letzte Verdolung, die etwa auf deren Trasse nach Nordwesten läuft. Nachdem er zuletzt die dem Fluss folgende Wilhelm-Blos-Straße (L 2311) gequert hat, fließt er unmittelbar vor der Flussbrücke der hessischen Odenwaldbahn von links und auf unter 130 m ü. NHN in die unterste Itter ein.
Der Holderbach mündet nach etwa 8,5 km langem Lauf mit mittlerem Sohlgefälle von etwa 44 ‰ rund 372 Höhenmeter unter seinem Ursprung am Kurparkteich.

### Einzugsgebiet
Der Holderbach hat ein 12,3 km² großes Einzugsgebiet im Naturraum des Buntsandstein-Odenwaldes, dessen östliche ungefähre Hälfte auf der Hochebene des Unterraums Winterhauch liegt, während die andere, mündungsnahe im Westen mit fast dem gesamten Kerbtal des Baches zum Unterraum Odenwald-Neckartal gehört. Der mit etwa 582 m ü. NHN höchste Punkt darin liegt ganz im Norden auf dem Gipfel des Katzenbuckels, des mit 626,8 m ü. NHN höchsten Berges im gesamten Odenwald. Auf der Hochebene steht recht wenig Wald und im Offenland gibt es etwas mehr Wiesen als Äcker, im Holdergrund genannten Kerbtalgrund und seinen Hängen, dessen ŕechtsseitige sehr lange sind, steht fast ausnahmslos Wald. Schon im unteren Holdergrund folgen Häuserzeilen der Stadt Eberbach dem Lauf, deren Siedlungsgebiet dann fast den ganzen, von Holderbach, Itter und Neckar gebildeten Talkessel einnimmt.
Einige zu Eberbach gehörenden Siedlungsplätze im oder mit Anteil im Einzugsgebiet, zum Beispiel der Wohnplatz Holdergrund auf dem Grund des unteren Kerbtales, sind heute mit der zentralen Stadt zusammengewachsen. Auch der Eberbacher Wohnplatz Unterdielbach beidseits des Bachs vor dem Eintritt in sein Kerbtal steht nicht allein, sondern geht im Osten bruchlos in das sich dem oberen Bachlauf entlangziehende Dorf Oberdielbach der Gemeinde Waldbrunn über. Zu dessen Teilgemarkung gehören auch der Wohnplatz Kurhaus wenig oberhalb des Bachursprungs sowie der Ort Meisental am Quellgebiet des Zuflusses Meisentalbach. Das Feriendorf sowie ein nördlich daran anschließendes neueres Siedlungsgebiet liegen dagegen im Gemeindeteil Waldkatzenbach. Insgesamt gehört etwas über ein Drittel des Einzugsgebietes zu Waldbrunn, der Rest zu Eberbach, dessen Stadtgemarkung sich die Talhänge hinauf und noch bis über die obere Hangkante auch auf die westliche Hochebene erstreckt.
Reihum grenzen die Einzugsgebiete der folgenden Nachbargewässer an:
- Jenseits eines nur kurzen Stückes nördlicher Wasserscheide auf dem Katzenbuckel liegt unmittelbares Einzugsgebiet der weiter abwärts den Holderbach aufnehmenden Itter;
- hinter der wenig prominenten Wasserscheide im Nordosten fließt das Wasser über die Eisigklinge, den Höllbach und den Reisenbach weiter aufwärts der Itter zu;
- im Osten liegt das Quellgebiet des Weisbachs, der über den Seebach ein gutes Stück oberhalb der Itter in den Neckar entwässert;
- im Südwesten liegt das des Koppenbachs, der nach dem Seebach den Neckar speist;
- jenseits der südlichen Wasserscheide entstehen das Schlossbächlein, das durch die bekannte Wolfschlucht zum Neckar bei Zwingenberg hinabstürzt, dessen rechter Zufluss Engelsbach sowie der bei der Schleuse Rockenau in den Fluss mündende Lautenbach;
- im Südwesten fließt der Neckar so nahe dem Holderbach parallel, dass er dort keine bedeutenden Zuflüsse von der Scheide her vor dem Holderbach mehr erfährt.

### Zuflüsse und Seen
Liste der Zuflüsse und  Seen,  Hochwasserrückhaltebecken von der Quelle zur Mündung. Gewässerlänge, Seefläche, Einzugsgebiet und Höhe nach den entsprechenden Layern auf der Onlinekarte der LUBW. Andere Quellen für die Angaben sind vermerkt.
Ursprung des Holderbachs auf etwa 502 m ü. NHN im Kurpark ca. 150 Meter südwestlich des Kurhauses von Waldbrunn.
- Meisenbrunnenbach, von rechts und Westnordwesten auf 468,5 m ü. NHN[LUBW 5] nahe der Ortsmitte von Waldbrunn-Oberdielbach, 1,4 km und ca. 1,1 km².[LUBW 9] Entsteht auf etwa 493 m ü. NHN bei Waldbrunn-Meisental an der Straße zum Feriendorf Waldbrunn.
- (Bach aus der Meisenklinge), von rechts und Nordosten auf etwa 273 m ü. NHN im Holdergrund, 1,3 km und 1,9 km². Entsteht auf etwa 483 m ü. NHN am südlichen Spornansatz des Hirschbergs. Der Unterlauf des Bachs durchfließt die Boßmannsklinge, und so heißt auch der linke Obertalast.
- Passiert etwa 50 Meter weiter auf etwa 272 m ü. NHN einen Teich rechts am Lauf, unter 0,1 ha.
- Durchfließt auf etwa 245 m ü. NHN das 1960 erbaute, gewöhnliche trockene, von der Stadt Eberbach betriebene Hochwasserrückhaltebecken Holdergrund mit 12,2 m hohem Damm und einem Rückhaltevolumen von bis zu 29.500 m³, das dann ungesteuert abfließt.[LUBW 10]

Mündung des Holderbachs von links und zuletzt Südosten auf unter 130 m ü. NHN in Eberbach vor der Brücke der hessischen Odenwaldbahn in die unterste Itter. Der Bach ist 8,5 km lang und hat ein 12,3 km² großes Einzugsgebiet.

## Geologie
Der Holderbach ist ein Gewässer des Buntsandsteins, der im größten Teil des Einzugsgebietes und als einziges triassisches Gestein ansteht. Auf der Hochebene liegt Oberer, im Kerbtal von unterhalb Unterdielbachs bis kurz vor dem Zufluss des Bachs aus dem Meisental Mittlerer und danach bis zur Mündung Unterer Buntsandstein im Untergrund. Im südwestlichen, innerhalb des Einzugsgebietes liegenden Sektor des Katzenbuckel-Kegels füllt magmatisches Gestein den einstigen Schlot eines in der Kreidezeit tätigen Vulkans, dank dessen Erosionsresistenz der Berg heute der höchste des Odenwaldes ist.
Auf den flacheren Partien der Hochebene liegen mehrere, teils große Schichtinseln aus lössführenden Fließerden. Auf der Hochebene ziehen sich entlang des Holderbachs und seines Zuflusses Meisenbrunnenbach Schwemmlandbänder aus dem Holozän, ein solches setzt sich danach weiter abwärts bis etwas vor die Schichtgrenze Mittlerer/Unterer Buntsandstein in den Holdergrund fort, in welchem Blockschutthalden liegen, teils durchströmt diese der Bach.
Nach seinem Austritt aus dem Holdergrund durchquert der Bach eine Lösssedimentzone östlich des Umlaufbergs Ohrsberg einer früheren Neckarschlinge nach Nordosten, ehe der dort in den Untergrund verlegte Bachlauf im Südwesten dieser Waldkuppe bis zur Mündung die Auenlehme des Eberbacher Talkessels durchquert.
Geotope sind ein aufgelassener Steinbruch im Unteren Buntsandstein an der Südwestseite des Ohrsbergs, eine Blockschutthalde am rechten Hang der Boßmannsklinge sowie Magmatit-Felsen auf dem Gipfel des Katzenbuckel.

## Natur und Schutzgebiete
Das Kerbtal des Holderbachs, beidseits bis hinauf auf die Randhöhen, gehört zum Landschaftsschutzgebiet Neckartal II-Eberbach. Das obere und das mittlere Einzugsgebiet liegen in einem Wasserschutzgebiet Holderbrunnen. Das gesamte Einzugsgebiet gehört zum Naturpark Neckartal-Odenwald.

## Tourismus und Sehenswürdigkeiten
Der mit dem Neckarweg gebündelte und mit blauer Schlangenlinie markierte Neckarsteig verläuft im Stadtbereich von Eberbach etwa auf der dort verdolten Trasse des Holderbachs, eine Wegschlinge führt nordostwärts auf den Ohrsberg, den Umlaufberg einer früheren Neckarschlinge nördlich der Eberbacher Stadtmitte.
Der mit gelbem Andreaskreuz markierte Hauptwanderweg 34 des Odenwaldklubs von Leutershausen an der Bergstraße nach Wagenschwend bei Limbach kreuzt ihn dort und steigt dann nacheinander erst über die Burgruine Eberbach auf einem Sporn nördlich des Holderbachs und dann weiter oben am Hang nahe vorbei an den Resten der Emichsburg, eines einstigen Jagdschlösschens aus dem 19. Jahrhundert, zum Gipfel des Katzenbuckels auf.

### LUBW
Amtliche Online-Gewässerkarte mit passendem Ausschnitt und den hier benutzten Layern: Lauf und Einzugsgebiet des Holderbachs

Allgemeiner Einstieg ohne Voreinstellungen und Layer: Daten- und Kartendienst der Landesanstalt für Umwelt Baden-Württemberg (LUBW) (Hinweise)
1. 1 2 3  Höhe nach dem Höhenlinienbild auf dem Hintergrundlayer Topographische Karte.
2. 1 2  Länge nach dem Layer Gewässernetz (AWGN), ergänzt um ein kleines, auf der Gewässerkarte nicht berücksichtigtes Anfangsstück, das auf dem Hintergrundlayer Topographische Karte abgemessen wurde.
3. 1 2  Einzugsgebiet aufsummiert aus den Teileinzugsgebieten nach dem Layer Basiseinzugsgebiet (AWGN).
4. ↑  Natur teilweise nach dem Layer Geschützte Biotope.
5. 1 2  Höhe nach grauer Beschriftung auf dem Hintergrundlayer Topographische Karte.
6. ↑  Länge nach dem Layer Gewässernetz (AWGN).
7. ↑  Seefläche nach dem Layer Stehende Gewässer.
8. ↑  Einzugsgebiet nach dem Layer Basiseinzugsgebiet (AWGN).
9. ↑  Einzugsgebiet abgemessen auf dem Hintergrundlayer Topographische Karte.
10. ↑  Daten des Hochwasserrückhaltebeckens nach dem Layer Stauanlage.
11. ↑  Schutzgebiete nach den einschlägigen Layern.

### Andere Belege
1. ↑  Abfluss-BW - Daten und Karten
2. 1 2  Höhe nach schwarzer Beschriftung auf dem Layer WMS LGL-BW Topographische Freizeitkarte 1:25.000 auf: Geoportal Baden-Württemberg (Hinweise)
3. ↑  Josef Schmithüsen: Geographische Landesaufnahme: Die naturräumlichen Einheiten auf Blatt 161 Karlsruhe. Bundesanstalt für Landeskunde, Bad Godesberg 1952. → Online-Karte (PDF; 5,1 MB)
4. ↑  Geologie nach den Layern zu Geologische Karte 1:50.000 auf: Mapserver des Landesamtes für Geologie, Rohstoffe und Bergbau (LGRB) (Hinweise)
5. ↑  Geotope nach dem einschlägigen Layer auf: Mapserver des Landesamtes für Geologie, Rohstoffe und Bergbau (LGRB) (Hinweise)